# James B. Whiteside
James B. Whiteside (Fairfield, 1984) è un danzatore statunitense, primo ballerino dell'American Ballet Theatre dal 2013.

## Biografia
Nato e cresciuto a Fairfield, James B. Whiteside ha studiato danza alla Virginia School of the Arts sotto la direzione di Petrus Bosman. Nel 2003 si è unito al Boston Ballet, di cui è stato promosso al rango di solista nel 2006, primo solista nel 2008 e primo ballerino nel 2009. Successivamente ha lasciato la compagnia per unirsi all'American Ballet Theatre, dove è stato promosso a solista nel 2012 e ballerino principale nel 2013.
Con l'American Ballet Theatre ha danzato molti dei maggiori ruoli maschili del repertorio, tra cui Solor ne La Bayadère, il Principe nella Cenerentola di Frederick Ashton, Conrad e Ali ne Le Corsaire, Basilio ed Espada in Don Chisciotte, Oberon in The Dream, Colas ne La fille mal gardée, Albrecht in Giselle, Lescaut in Manon, il Principe ne Lo schiaccianoci, Orion in Sylvia, Romeo in Romeo e Giulietta, Siegfried ne Il lago dei cigni e Désiré ne La bella addormentata.
Con lo pseudonimo di JbDubs ha inciso musica elettronica, rap e pop. Con quello di Ühu Betch invece ha intrapreso una carriera parallela come drag queen. Whiteside, inoltre, lavora come modello ed è stato scritturato dall'agenzia Wilhelmina Models; ha sfilato per firme prestigiose come Capezio, Make-up Art Cosmetics, Glossier e Marc Jacobs.
È dichiaratamente omosessuale.